# Chronica Naierensis

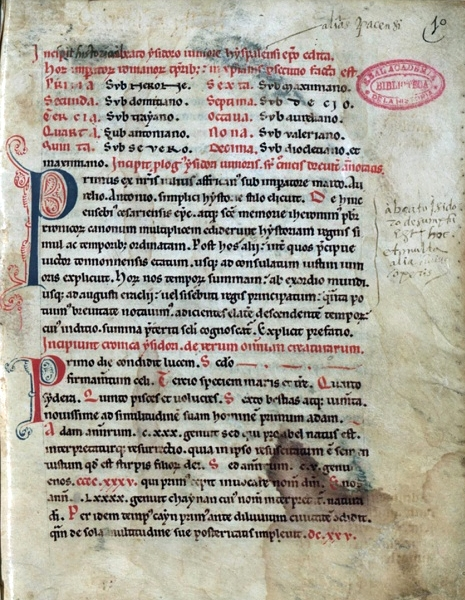
Manoscritto della prima pagina della Crónica najerense. Esemplare appartenente alla Real Academia de la Historia (España).

La Chronica Naierensis o Crónica najerense (originariamente redatta col titolo di "Crónica leonesa") è una cronaca di storia universale del tardo XII° secolo, composta nel monastero benedettino di Santa María la Real a Nájera nell'attuale regione della  La Rioja in Spagna. 
Redatta in latino, racconta gli eventi dalla creazione del mondo fino alla propria epoca, con particolare attenzione alla Bibbia, alla storia classica, alla storia dei Visigoti in Spagna ed ai regni di Castiglia e Leon. 
La Chronica divenne presto un modello importante per i successivi storiografi spagnoli, in particolare il De rebus Hispaniae di Rodrigo Jiménez de Rada, il Chronicon mundi di Lucas de Tuy e la Estoria de España commissionata da Alfonso X di Castiglia.
Oltre alle fonti classiche e bibliche, la  Chronica Naierensis  prese spunto da materiali provenienti dai cantares de gesta. La "Chronica" non è un'opera originale in un senso rigoroso, ma piuttosto una compilazione. La sua storia dei visigoti ricalca esattamente quella di Isidoro di Siviglia e la più recente storia spagnola incorpora il Corpus Pelagianum, opera supervisionata da Pelagio vescovo di Oviedo.
La data del completamento della "Chronica" veniva posta al 1160, ma l'edizione critica del 1995 pubblicata da Juan Estévez Sola ha rivisto il "terminus post quem" al 1173, poiché non è stato fino a quell'anno che Pietro Comestore ha terminato la sua Historia Scholastica, utilizzata come fonte dalla Chronica. Inoltre il terminus ante quem dell'opera è certamente il 1194, data della composizione del Linage del Cid, che la usa come fonte. Queste date lo rendono, perciò, contemporaneo con l' Historia Roderici, anche se l'influenza di quest'ultimo sulla "Chronica" è evidente.

## Edizioni
- Antonio Ubieto Arteta (ed.), Crónica najerense. Zaragoza: Anubar, 1985. ISBN 978-84-7013-201-8.
- Juan A. Estévez Sola (ed.), Chronica Hispana saeculi XII, Pars II: Chronica Naierensis, Corpus Christianorum, Continuatio Medievalis, LXXI A. Turnhout: Brepols, 1995. ISBN 978-2-503-03714-1.
- Juan A. Estévez Sola (ed.), Crónica najerense, Clásicos Latinos Medievales y Renacentistas, 12. Tres Cantos (Madrid): Akal, 2003. ISBN 978-84-460-1668-7.